# Alpes Marítimos
Alpes Marítimos (em francês Alpes-Maritimes) é um departamento francês limitado pelo departamento do Var, pela Itália, Mónaco e ainda pelo mar Mediterrâneo.
Há uma cordilheira que se chama cordilheira dos Alpes Marítimos.

## Geografia
Sua costa, mais conhecida pelo nome de Riviera Francesa (Costa Azul ou Côte d'Azur) é famosa pelo clima e pelas suas formosas paisagens que atraem o turismo de veraneio.
O departamento é atravessado pela secção marítima dos Alpes no seu ponto mais elevado atinge os 3 030 m de altitude no monte Tinibras. 
As principais cidades são: Nice, a capital, Cannes e Antibes.

## Economia
O departamento cultiva flores usadas no fabrico de perfumes, para além de se fabricar telhas e praticar-se a pesca.

## História
Em 1947, através de um tratado franco-italiano, a França viu aumentar a Riviera em cerca de 500 km².